# Theodor Zahn

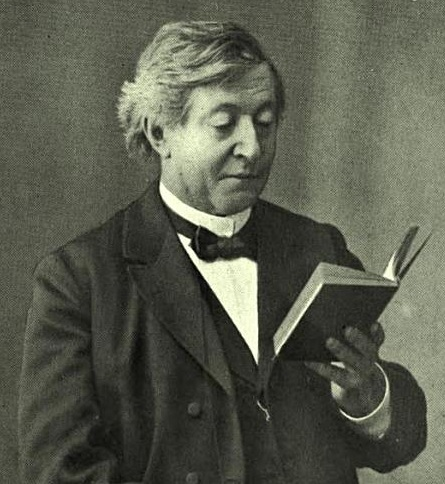
Theodor Zahn (im Jahr 1908)

Franz Theodor Zahn, ab 1907 Ritter von Zahn, (* 10. Oktober 1838 in Moers; † 5. März 1933 in Erlangen) war ein deutscher evangelischer Theologe.
Er war lange Jahre als Professor für Neues Testament an der Universität Erlangen tätig. Als neutestamentlicher Wissenschaftler forschte Zahn auch intensiv im Bereich der Patristik. Sein Hauptaugenmerk galt dabei der Entstehung und Entwicklung des neutestamentlichen Kanons.

## Leben
Theodor Zahn wurde 1838 als achtes von zehn Kindern des evangelischen Pädagogen Franz Ludwig Zahn (1798–1890) und dessen Ehefrau Anna geb. Schlatter (1800–1853) in Moers geboren. Er war der Bruder von Johannes Zahn und Franz Michael Zahn.
1836 gründete sein Vater eine Privatschule auf seinem Gut Fild in der Nähe von Moers, an der auch Theodor Zahn lernte. Sein Abitur bestand er 1854 in Köln. Er studierte Evangelische Theologie in Basel, Erlangen und Berlin. In Erlangen wurde er 1856 Mitglied des Erlanger Wingolf.
Ab 1858 unterrichtete er an verschiedenen Schulen und Gymnasien. Im Jahre 1868 wurde er nach Abschluss seiner Habilitation Privatdozent für Neues Testament in Göttingen, drei Jahre später erfolgte die Ernennung zum Extraordinarius. 1877 erhielt Zahn einen Ruf an die Universität Kiel. Bereits ein Jahr später wechselte er nach Erlangen. Im Jahre 1888 erhielt Zahn sowohl von der Universität Greifswald als auch von der Universität Leipzig einen Ruf, entschied sich für Leipzig und lehrte dort bis 1892, bevor er wieder nach Erlangen zurückkehrte und den Lehrstuhl für Einleitung und Exegese des Neuen Testaments übernahm.
1913 wurde er zum auswärtigen Mitglied der Göttinger Akademie der Wissenschaften gewählt.

## Theologisches Werk
Als ausgewiesener Kenner in den Bereichen Neues Testament und Patristik war Zahn an der damals aktuellen Diskussion um die Frage nach der Entstehung der Evangelien intensiv beteiligt. Seine theologische Arbeit war geprägt von philologischen Detailanalysen sowie einem strengen Konservatismus in theologischen Fragen. In diesem Sinne galt er als Gegenüber zur historisch-kritischen Forschung und ihren Vertretern, war dennoch beispielsweise Adolf Harnack freundschaftlich verbunden.
Theodor Zahn plädierte bei den Abfassungszeiten der Evangelien weithin für ein recht frühes Datum. Entgegen dem damaligen Zeitgeist hielt er das Johannesevangelium für ein einheitliches Werk, das der Apostel Johannes selbst verfasst habe. Die Festlegung des neutestamentlichen Kanons erfolgte nach Zahn bereits in der Mitte des zweiten Jahrhunderts.
Von 1894 bis 1933 war Zahn Mitherausgeber der Neuen Kirchlichen Zeitschrift und zeichnete als solcher auch für die Veröffentlichung der Forschungen zur Geschichte des neutestamentlichen Kanons und der altchristlichen Litteratur verantwortlich.

## Ehrungen
- Im Jahre 1907 wurde Zahn nach diversen anderen Ehrungen in den Adelsstand (Ritter von) erhoben; 1910 verlieh ihm die Stadt Erlangen das Ehrenbürgerrecht.
- In Erlangen ist die Theodor-von-Zahn-Straße nach ihm benannt.

## Schriften (Auswahl)
- Ignatius von Antiochien (1873).
- Cyprian von Antiochien und deutsche Faustsage. Andreas Deichert, Leipzig 1882.
- Die Dormitio Sanctae Virginis und das Haus des Johannes Markus. Deichert, Leipzig 1899.
- Einleitung in das Neue Testament. Brockhaus, Wuppertal 1994, ISBN 3-417-29218-2 (Reprint der Ausgabe Leipzig 1907).
- Grundriß der Geschichte des Apostolischen Zeitalters. Deichert, zweite Auflage Leipzig 1904.
- Grundriß der Geschichte des Lebens Jesu. Hänssler, Holzgerlingen 1999, ISBN 3-7751-3274-0 (Reprint der Ausgabe Leipzig 1928).
- Grundriß der Geschichte des neutestamentlichen Kanons. Brockhaus, Wuppertal 1985, ISBN 3-417-29235-2 (Reprint der Ausgabe Leipzig 1904).
- Grundriß der Neutestamentlichen Theologie. A. Deichert’sche Buchhandlung, Leipzig 1927.
- Der Geschichtsschreiber und sein Stoff im Neuen Testament – Artikel in Zeitschrift für kirchliche Wissenschaft und kirchliches Leben No. 9, 1888, Seiten 581–596.
- Die Anbetung Jesu im Zeitalter der Apostel A. Deichert’sche Buchhandlung, Leipzig, 1910.
- Einleitung in das Neue Testament – Erster Band A. Deichert’sche Buchhandlung Nachf. Georg Böhme, Leipzig, 1897.
- Einleitung in das Neue Testament – Zweiter Band A. Deichert’sche Buchhandlung Nachf. Georg Böhme, Leipzig, 1899.
- Sclaverei und Christenthum in der alten Welt Carl Winter’s Universitätsbuchhandlung, Heidelberg, 1879.